# Никитин, Роман Фадеевич
Роман Фадеевич Никитин (1908 год, Оренбургская губерния — дата смерти неизвестна) — звеньевой колхоза «Память Ильича» Ново-Орского района Чкаловской области. Герой Социалистического Труда (1973). 

## Биография
Родился в 1908 году (по другим сведениям — в 1890 году) в крестьянской семье в одном из сельских населённых пунктов Оренбургской губернии.
Трудовую деятельность начала в подростковом возрасте. Трудился батраком у зажиточных крестьян. В 1927 году был одним из основателей товарищества по обработке земли. Обучался на агрономических курсах. Во время коллективизации одним из первых вступил в местный колхоз позднее — колхоз «Память Ильича» Новоорского района). Трудился рядовым колхозником, звеньевым полеводческого звена.
В своей работе применял передовые агротехнические методы, в результате чего полеводческое звено под его руководством в сложных климатических условиях ежегодно собирало высокий урожай зерновых. В 1946 году было собрано в среднем по 24 центнера зерновых с каждого гектара. В 1947 году на одном участке площадью 40 гектаров было собрано среднем по 26 центнеров зерновых с каждого гектара и на другом участке площадью 8 гектаров было собрано в среднем по 32 центнера зерновых с каждого гектара. Указом Президиума Верховного Совета СССР от 3 апреля 1948 года «за получение высоких урожаев пшеницы и ржи при выполнении колхозом обязательных поставок и натуроплаты за работу МТС в 1947 году и обеспеченности семенами зерновых культур для весеннего сева 1948 года» удостоен звания Героя Социалистического Труда с вручением Ордена Ленина и золотой медали Серп и Молот.
В 1950-е годы трудился на освоении целинных и залежных земель в Новоорском районе.
Дата смерти не установлена.